# Stazione di Trento FTM
La stazione di Trento FTM è lo scalo capolinea della ferrovia a scartamento ridotto Trento-Malé-Mezzana.
La stazione è posta in prossimità di Trento FS della linea del Brennero.

## Storia
La stazione è stata inaugurata il 26 ottobre 1995, in sostituzione del precedente capolinea, posto in piazzale Centa presso le officine sociali. Inizialmente gestita da Ferrovia Trento-Malé (FTM), dal 2002 è esercitata da Trentino Trasporti (TT).

## Strutture e impianti
Il fabbricato viaggiatori ospita la biglietteria, la sala d'attesa e al bar.
Il piazzale è formato da tre binari tronchi, ognuno dei quali è servito da marciapiedi per la salita sui convogli.

## Movimento
La stazione è capolinea delle seguenti relazioni ferroviarie, di tipo regionale, della Trento-Malé, esercite da Trentino esercizio:
- Trento FTM – Mezzolombardo;
- Trento FTM – Malé;
- Trento FTM – Mezzana.

## Servizi
La stazione dispone di:
- Biglietteria
- Bar
- Servizi igienici